# Lonchura castaneothorax
Lonchura castaneothorax е вид птица от семейство Estrildidae. Видът е незастрашен от изчезване.

## Разпространение
Разпространен е в Австралия, Индонезия и Папуа-Нова Гвинея.